# Cracu Almăj, Caraș-Severin
Cracu Almăj este un sat în comuna Sichevița din județul Caraș-Severin, Banat, România.